# A lei do pudor
A lei do pudor (em francês: La Loi de la pudeur) é a transcrição de uma conversa no rádio, realizada em 1978, em Paris, entre o filósofo Michel Foucault, o escritor e ator Jean Danet e o romancista e ativista homossexual Guy Hocquenghem, sobre a abolição, na França, das leis referentes à chamada idade de consentimento.
O debate ocorreu em paralelo à discussão, no Parlamento francês, de uma reforma no Código Penal. Muitos intelectuais franceses – incluindo Foucault, Danet e Hocquenghem – tinham assinado uma petição endereçada ao Parlamento em 1977 defendendo a descriminalização de todas as relações consentidas entre adultos e menores de quinze anos (a idade de consentimento na França), sem limite de idade, ou seja, a eliminação da presunção legal de violência nas relações sexuais abaixo daquela idade.
O debate foi transmitido em 4 de abril de 1978 pela estação France Culture, como parte do programa "Dialogues". Foi originalmente publicado em francês como "La loi de la pudeur" [literalmente, "A lei do pudor"] e reimpresso em inglês como "The Danger of Child Sexuality". O texto foi posteriormente incluído com o título "Moralidade Sexual e o Direito" no livro de Foucault Politics, Philosophy, Culture – Interviews and other writings, 1977–1984.
Foucault e Hocquenghem enfocam, em primeiro lugar, a penalização dos "crimes sexuais", na época do século XIX, e a invenção pela então incipiente psiquiatria da categoria dos " pervertidos".
Foucault destaca que o Código Penal francês de 1810 compreende 485 artigos que definem crimes, delitos e contravenções, bem como as punições decorrentes. Foi promulgado em 12 de fevereiro de 1810 e não regulamentava as condutas sexuais, "como se a sexualidade não fosse assunto da lei". Ele explica aquela legislação sobre sexualidade durante o século XIX e especialmente no século XX, na época de Pétain e da "emenda Mirguet" (1960).
A emenda Mirguet foi uma subemenda aprovada em 18 de julho de 1960 pelo deputado Paul Mirguet, membro da UNR, alterando o artigo 38 da constituição francesa, com o objetivo de fortalecer todas as formas de luta contra a homossexualidade. De um só golpe, esta subemenda incluía a homossexualidade na categoria dos "flagelos sociais" e a discriminava da heterossexualidade no que concerne à afronta pública ao pudor, imputando aos homossexuais multa de maior vulto quando julgados culpados.
Foucault, Hocquenghem e Danet denunciam a crescente psiquiatrização da sociedade e a introdução de um controle social sobre a sexualidade. Foucault já havia delineado essa análise do que chama de "dispositivo da sexualidade" em sua obra História da Sexualidade 1: A Vontade de Saber (1976). “Toda a legislação sobre sexualidade”, afirma Foucault, “introduzida desde o século XIX na França, é um conjunto de leis sobre o pudor”, que parece impossível de definir, tornando-se assim um instrumento flexível politicamente utilizado em várias táticas locais. Foucault enfatizou que:
“O que está surgindo é um novo sistema penal, um novo sistema legislativo cuja função não é tanto punir as ofensas contra essas leis gerais de decência, mas proteger populações e partes de populações consideradas particularmente vulneráveis” (por exemplo, crianças). “Portanto, haveria de um lado a população frágil, e do outro a 'população perigosa'” (o adulto em geral).
Danet afirma que “o que se passa com a intervenção de psiquiatras em juízo é uma manipulação do consentimento das crianças, uma manipulação das suas palavras”.
Usando, entre outras coisas, o exemplo do movimento de protesto, na Alemanha, no final do século 19, contra o artigo 175 do Código Penal Alemão que criminalizava qualquer ato homossexual, Danet considera que os psiquiatras “esperavam apenas uma coisa da abolição desta lei, nomeadamente, para poder apoderar-se dos 'pervertidos' "[como eram considerados os homossexuais na época]" para si próprios e tratá-los com todos os conhecimentos que afirmavam ter adquirido desde cerca de 1860 "(Danet cita em seguida, Morel e seu Tratado de degenerescência, publicado em 1857).

## Principais ideias do texto

### 1. A criação de um crime
Hocquenghem sustenta que "uma mistura completa de conceitos" é responsável pela criação da ideia do crime contra a decência, variando desde proibições religiosas em relação à sodomia até a separação entre o mundo da criança e o mundo adulto.
Ele observa que isso foi possível graças à criação de uma categoria de pessoas tidas como "pervertidas", "monstros legais" cujo objetivo de vida seria praticar sexo com crianças. Eles se tornariam então, de fato, pervertidos intoleráveis, uma vez que o crime como tal fosse reconhecido, e reforçado por um arsenal psicológico e sociológico.
Hocquenghem considerou a construção deste novo tipo de criminoso – um indivíduo perverso o bastante "para fazer algo que até então sempre foi feito sem que ninguém pensasse em torcer o nariz para isso" – como "um passo extremamente grave do ponto de vista político":
"No caso do atentado sem violência, uma ofensa na qual a polícia foi incapaz de encontrar nada, nada mesmo, neste caso o criminoso é simplesmente um criminoso porque ele é um criminoso, porque ele tem aqueles gostos. É o que se costumava chamar um crime de opinião. (…) O crime desaparece, ninguém mais está preocupado em saber se de fato um crime foi cometido ou não, se alguém foi ferido ou não. Ninguém está mais sequer preocupado se houve realmente uma vítima."
Hocquenghem conclui que o crime se auto-alimenta numa caçada humana, pela identificação e isolamento de uma categoria de indivíduos tidos como pedófilos, e pela chamada por um linchamento feita pela mídia sensacionalista.
Jean Danet acrescenta que este crime sem violência pode ser usado pelo estado por razões políticas, contra indivíduos "inconvenientes": "Incitamento de um menor de quinze anos para cometer um ato imoral, por exemplo, pode ser usado contra trabalhadores sociais e professores. (…) Em 1976, em Nantes, um professor foi julgado por incitar menores a atos imorais, quando de fato o que ele tinha feito foi fornecer contraceptivos aos garotos e garotas sob seu comando".

### 2. Uma sociedade de perigos
Foucault enxerga o surgimento de um novo sistema penal, com o foco mudando dos atos criminosos para a definição de indivíduos perigosos. Ele previa o advento de "sociedade de perigos":
"Nós teremos uma sociedade de perigos, com, de um lado, aqueles que estão em perigo, e do outro, aqueles que são perigosos (…) A sexualidade se tornará uma ameaça em todas as relações sociais, em todas as relações entre membros de diferentes faixas etárias, em todas as relações entre indivíduos. E a sexualidade não será mais um tipo de comportamento marcado por proibições precisas, mas um tipo de perigo pairante, um tipo de fantasma onipresente, um fantasma que se apresentará entre homens e mulheres, crianças e adultos, e possivelmente entre os próprios adultos."
Ele identificou o "medo da sexualidade dos outros" como o motivo para esta mudança:
O legislador não irá justificar as medidas que propõe dizendo: a decência universal da humanidade precisa ser defendida. O que ele dirá é: há pessoas para as quais a sexualidade dos outros pode se tornar um perigo permanente.
Foucault previu um novo regime para a supervisão da sexualidade, com a intervenção de instituições legais e o apoio de instituições médicas. Ele completou: "Eu diria que o perigo está aí".

### 3. O estabelecimento de um novo poder médico
Foucault enfatizou que com esta mudança de foco para o indivíduo, a legislação faz agora um apelo ao conhecimento médico, dando aos psiquiatras a chance de intervir duas vezes: primeiro para dizer que, realmente, as crianças têm mesmo uma sexualidade, e segundo para estabelecer que a sexualidade da criança é um território com sua própria geografia, onde o adulto não deve entrar.
Jean Danet acrescentou que alguns psiquiatras consideram que as relações sexuais entre adultos e crianças "são sempre traumatizantes", que a criança "está marcada para sempre", se tornará emocionalmente perturbada e se uma criança não se lembra delas, é porque elas permanecem em seu subconsciente. Ele pondera que a intervenção de psiquiatras no tribunal é uma manipulação do consentimento das crianças, de suas palavras.
Foucault comenta com ironia a posição dos especialistas:
"Pode ser que a criança, com sua própria sexualidade, pode ter desejado aquele adulto, ela pode até ter consentido, ela pode até ter feito os movimentos de aproximação. Nós podemos até concordar que foi ela que seduziu o adulto. Mas nós, especialistas, com nosso conhecimento psicológico, sabemos perfeitamente bem que mesmo a criança sedutora corre um risco - o de ser prejudicada e traumatizada. (…) Consequentemente, a criança precisa ser ‘protegida dos seus próprios desejos’, mesmo quando seus desejos a levam em direção a um adulto".
Ele conclui que é dentro desta moldura legislativa – "que pretende basicamente proteger certas porções vulneráveis da população com o estabelecimento de um novo poder médico" – que uma concepção de sexualidade e das relações entre a sexualidade adulta e da criança serão baseadas e isso ele considera como "extremamente questionável".

### 4. Acuse quem fala
Hocquenghem observou que esta petição francesa de 1977 tinha sido assinada por um monte de gente, "os quais não são suspeitos nem de serem particularmente pedófilos nem de se divertirem com posições políticas extravagantes".
Jean Danet ressaltou que advogados defendendo alguém que se mostrasse culpado de um ato indecente com um menor de quinze anos [a idade de consentimento na França] têm sérios problemas. Muitos, ele diz, evitam fazê-lo, e preferem ser indicados pelo tribunal. Ele disse que "qualquer um que defenda um pedófilo pode ser suspeito de ter alguma simpatia pela causa. Mesmo os juízes pensam consigo: se ele os defende, é porque ele realmente não é tanto contra eles".
Ele argumentou que "só porque alguém está envolvido numa luta contra alguma autoridade, (…) isso não significa que está do lado daqueles que estão sujeitos a esta autoridade". Dois exemplos são dados, voltando aos séculos XIX e início do XX: na França, um abaixo assinado feito por psicólogos, sexólogos e psiquiatras, pedindo a descriminalização de atos imorais com menores entre as idades de 15 e 18 anos, e na Alemanha onde um movimento inteiro (composto de homossexuais e membros da comunidade médica) protestou contra a lei que criminalizava os atos homossexuais.

### 5. Crianças que consentem
Enquanto hoje a própria possibilidade de consentimento antes da puberdade é polêmica – levantando com freqüência reações emocionais e deixando intelectuais numa posição defensiva, em 1977-1978, Foucault, Hocquenghem e Danet admitiram abertamente e com naturalidade a ideia de uma pedofilia não abusiva. Por outro lado, Danet reconheceu que algumas vezes o consentimento pode não estar presente. "Nós não estamos, é claro, dizendo que o consentimento está sempre lá".
Tanto Foucault quanto Hocquenghem concordaram que a noção de consentimento é contratual. "Esta noção de consentimento é uma armadilha. Ninguém assina um contrato antes de fazer amor", disse Hocquenghem. Ele ressaltou que eles foram bastante cuidadosos no texto da petição, a fim de separar o estupro dos atos sem violência:
"Nós tomamos um grande cuidado de falar exclusivamente de ato indecente não envolvendo violência e do incitamento de um menor para cometer um ato indecente. Nós fomos extremamente cuidadosos em não tocar, de modo algum, no problema do estupro, o qual é totalmente diferente."
Ele observou então que o problema do estupro (violento) levanta reações no nível da opinião pública, detonando efeitos secundários de caçada humana, linchamento e mobilização morais.

### 6. A credibilidade das crianças em juízo
Quanto à credibilidade das crianças em juízo, Foucault começa ressaltando que oficialmente se supõe que as crianças têm uma sexualidade que jamais pode ser direcionada a um adulto, e que também se supõe que ela não é capaz de falar por si mesma de modo suficientemente lúcido.
Em segundo lugar, ele argumenta que a fala da criança é confiável a fim de se estabelecer o que aconteceu, uma vez que haja sintonia o bastante. Ele disse:
"Afinal de contas, ouvir a uma criança, ouvir ela falar, ouvir ela explicar quais foram realmente suas relações com alguém, adulto ou não, contanto que alguém ouça com sintonia o bastante, deve permitir que alguém estabeleça mais ou menos o grau de violência - se houve alguma - foi usado e que grau de consentimento foi dado".
Ele veementemente se opõe a qualquer dúvida sobre a capacidade da criança de falar sobre os fatos: "assumir que uma criança é incapaz de explicar o que aconteceu e que foi incapaz de dar o seu consentimento, são dois abusos intoleráveis, e mesmo inaceitáveis. (…) Pode-se confiar na criança para que diga se estava ou não sujeita à violência".
Hocquenghem observou que a cerimônia de julgamento constrange a criança: "A afirmação pública de consentimento a tais atos é extremamente difícil, como sabemos. Todos sabem - juízes, médicos, o réu – que a criança consentiu – mas ninguém diz nada, porque, diferentemente de qualquer outra coisa, não há modo de apresentar o assunto".
Ele enfatizou que é impossível expressar um relacionamento completo entre um adulto e uma criança, uma relação envolvendo todo tipo de contato afetivo e passando por diversos estágios (os quais não são todos exclusivamente sexuais), somente em termos de consentimento, que expressá-lo em termos de consentimento legal é um absurdo:
"Em qualquer caso, se alguém ouvir o que a criança diz e se ela diz ‘Eu não liguei’, isso não tem o valor legal de ‘Eu consenti’."